# Křesťanskonárodní strana rolníků a zemědělců
Křesťanskonárodní strana rolníků a zemědělců (německy: Christlich-Nationale Bauern- und Landvolkpartei, později jako Landvolk, zkratka: CNBL) byla německá agrární konzervativní stranou v období Výmarské republiky. Vznikla odchodem několika regionálních agrárních svazů (tzv. Landbund) z Německé národně lidové strany (DNVP) po jejím výrazném zradikalizování a její neochotě proaktivně čelit probíhající zemědělské krizi.

## Historie

### Vznik a ideologie
V roce 1927 se začalo ve Výmarské republice schylovat k zemědělské krizi. Ceny výrobků začaly prudce klesat a drobní rolníci se dostávali do stále výraznějších dluhů. Jejich nespokojenost přerostla na podzim 1927 v celoněmecké selské demonstrace, na které vláda musela reagovat. Přišla se záchranným balíčkem, který napumpoval do zemědělství výraznou částku peněz. Situaci rolníků na čas vyřešil, krizi ale jenom oddálil. Ve stejné době nově zvolené vedení DNVP v čele a předsedou Alfredem Hugenbergem vyhlásilo protirepublikový program strany. Zradikalizování DNVP v roce 1928 přivítali především velcí vlastníci půdy (junkeři) a šlechta. Nicméně silně protirepubliková rétorika DNVP nenašla pochopení u menších rolníků, kteří nepovažovali ostře protivládní program za konstruktivní v době probíhající krize.
Skupina se zformovala 8. března 1928 z agrárních spolků napojených na DNVP, které zastávaly názory malých a středních zemědělců. Hybatelem vzniku byl předseda Landbundu v Hesensku-Nasavsku Karl Hepp. CNBL se stala čistě zájmovou stranou menších protestantských zemědělců, a přidala se tak dalším zájmovým partajím, které na konci 20. let v Německu vznikaly, např. Říšská strana německé střední třídy - vlastníci nemovitostí, Říšská strana za občanská práva a deflaci - občané nejvíce zasažení hyperinflací v roce 1923 či Německá rolnická strana zastávající také menší rolníky ale v katolických oblastech. Její voličská základna se rekrutovala především v protestantských zemědělských oblastí na západ od řeky Labe (tj. Hesensko a Durynsko). Strana se vyprofilovala jako konzervativní a pravicová a mezi její hlavní cíle patřila podpora domácí zemědělské výroby a zvýšení cla na dovoz veškerých živočišných a rostlinných produktů. Nevyjadřovala se ale pouze k tuzemským tématům. V zahraniční politice věrně kopírovala názory své mateřské DNVP. Požadoval bezpodmínečné stažení cizích jednotek z Porýní, přičlenění Sárska k Německu nebo odmítala Youngův plán.

### Volební výsledky a účast ve vládě
Do prvních voleb v květnu 1928 šla CNBL v koalici s federalistickou Německo-hannoverskou stranou a po zisku 1,9 % hlasů zasedlo devět jejich poslanců do říšského sněmu. Na další volby roku 1930 byla posílena dalšími umírněnými členy DNVP se přejmenoval na Deutsches Landvolk (německy: Německý venkovský lid). V koalici opět se zástupci Hannoverska a nově i s Konzervativní lidovou stranou posílila o dalších 10 křesel. Celá koalice získala 26 mandátů. Až pozoruhodných výsledků dosáhla ve středních a horních Francích, kde převzala voliče DNVP a stala se nejsilnější stranou.
Strana měla svého prvního zástupce ve vládě od července 1930, kdy Martin Schiele vystoupil z DNVP a přesel právě do CNBL. Schiele měl na starost ministerstvo zemědělství v prvním kabinetu kancléře Bruninga. Ministerstvo zemědělství zůstalo CNBL i v druhé Bruningově vládě a přibilo ještě ministerstvo bez portfeje, na které dosadila Hanse Schlange-Schöningena. Jejich 19 poslanců hrálo výraznou roli při prosazování vládního programu v nejisté situaci ohledně vládní hlasovací většiny.   

### Úpadek a rozpuštění
Podpora vládních kabinetů přišla stranu draze. Nástupu nacistů se ještě pokusila čelit ve volebním bloku s DNVP, ale volby v červenci 1932 skončily úplným fiaskem. Se ziskem 0,3 % zůstal CNBL pouze jeden poslanec, v listopadových volbách téhož roku ze směnu vypadla úplně a ve volbách v březnu 1933 již nekandidovala. Poslední schůze proběhla 21. března 1933, kdy se sice strana oficiálně nerozpustila, jinou aktivitu již nevykázala.
Po druhé světové válce vstoupili bývalí členové CNBL v čele s Schlange-Schöningenen do CDU.   

## Volební výsledky a zastoupení v zákonodárných sborech
Volební výsledky strany do Říšského sněmu.
| Volby       | Celkové hlasy | Procenta | Získaná křesla | +/–   |
| ----------- | ------------- | -------- | -------------- | ----- |
| 1928        | 571 891       | 1,86 %   | 9 / 491        | ▲ +9  |
| 1930        | 1 108 043     | 3,17 %   | 19 / 577       | ▲ +10 |
| 1932 (VII.) | 90 554        | 0,25 %   | 1 / 608        | ▼ -18 |
| 1932 (XI.)  | 46 382        | 0,13 %   | 0 / 584        | ▼ -1  |